# Коваленко Олександр Анатолійович (футболіст, 1978)
Олександр Анатолійович Коваленко (рум. Alexandru Covalenco; нар. 25 березня 1978, Тирасполь, Молдавська РСР) — молдовський та російський футболіст, захисник.

## Життєпис
Футбольну кар'єру розпочав 1996 року в «Тилігулі», який виступав у вищому дивізіоні Молдови. У 1998 році став віце-чемпіоном Молдови. У лютому 2002 року перейшов у московське «Динамо», з яким підписав 5-річний контракт. У Прем'єр-лізі Росії дебютував 9 березня 2002 року в нічийному (0:0) поєдинку проти волгоградського «Ротора». Виступав за столичних динамівців протягом чотирьох сезонів, до 2005 року.
З 2006 по 2010 рік виступав за першолігові та друголігові російські клуби «Волгар-Газпром» (Астрахань), «Ротор» (Волгоград, «СКА-Енергія» (Хабаровськ), «Спортакадемклуб» (Москва), «Чорноморець» (Новоросійськ) та «Торпедо» (Москва). У 2010 році перейшов до білоруського «Німан» (Гродно), в якому грав до 2011 року.
Потім повернувся на батьківщину, наприкінці футбольної кар'єри захищав кольори молдовських клубів «Тигина» та «Динамо-Авто» (Тирасполь) з Дивізіону А. Футбольну кар'єру завершив 2013 року.
У 2001-2005 роках провів 35 матчів у складі національної збірної Молдови. Учасник кваліфікаційних турірів до чемпіонату світу 2002 та 2006 років.

## Досягнення
- Національний дивізіон Молдови
  -  Срібний призер (1): 1997/98
  -  Бронзовий призер (3): 1996/97, 1998/99, 2000/01

- Кубок Білорусі
  -  Фіналіст (1): 2011